# Дубровіна Любов Андріївна
Дубро́віна Любо́в Андрі́ївна (30 вересня 1950, Шадринськ, Курганська область, Росія) — джерелознавець, книгознавець, документознавець, архівознавець, історик бібліотечної справи, доктор історичних наук (1993), професор (1996), член-кореспондент Національної академії наук України (2006), заслужений діяч науки і техніки України (2004), генеральний директор Національної бібліотеки України імені В. І. Вернадського (НБУВ; з 7 листопада 2018).

## Життєпис
- 1950, 30 вересня — народилася у місті Шадринськ Курганської області, РРФСР, СРСР.
- 1972 — закінчила історико-філологічний факультет Волгоградського державного педагогічного інституту ім. М. С. Серафимовича[ru].
- 1974—1977 — аспірант сектору феодалізму Інституту історії СРСР АН СРСР.
  - 1977 — здобула вчений ступінь кандидата історичних наук, захистивши дисертацію на тему «Казанський літописець[ru]: історико-текстологічне дослідження» (науковий керівник — Сергій Каштанов[ru]).
- 1977—1981 — у Марійському науково-дослідному інституті мови, літератури, історії та археології[ru]: молодший науковий співробітник, старший науковий співробітник, завідувач сектором історії.
- 1981—1984 — у Київському обласному архіві: археограф, завідувач відділу використання інформації та публікації документів.
- 1984 — по т. ч. — у Національній бібліотеці України імені В. І. Вернадського: старший науковий співробітник, завідувач відділу рукописів, директор Інституту рукопису (1992—2018).
  - 1993 — здобула вчений ступінь доктора історичних наук, захистивши в Інституті історії України дисертацію на тему «Кодикологія та кодикографія як спеціальні історичні дисципліни в дослідженнях історії української книги».
  - 1996 — отримала наукове звання професора зі спеціальності «Книгознавство, бібліографознавство, бібліотекознавство».
  - 2006 — обрана членом-кореспондентом Національної академії наук України за спеціальністю «Архівознавство, документознавство».
  - 2018, 7 листопада — шляхом таємного голосування членів трудового колективу обрана генеральним директором Національної бібліотеки України імені В. І. Вернадського.

## Наукова та громадська діяльність
Член-кореспондент НАН України Любов Дубровіна:
- є фундатором української кодикологічної школи, науковим керівником та консультантом понад 30 докторських та кандидатських дисертацій.
- займається розробкою методології та методів архівознавства, історичного документознавства, кодикології та кодикографії, камеральної та едиційної археографії, історичного книгознавства;
- досліджує питання історії слов’янської рукописної книги;
- розвиває кодикологічні засади дослідження рукописно-книжної спадщини, камеральної археографії та кодикографії рукописних пам’яток, текстології пам’яток середньовічної слов’янської писемності;
- сприяє створенню електронних ресурсів на базі унікальних книжкових пам’яток, рукописних та книжкових колекцій і зібрань НБУВ, а також виданню рукописних писемних пам’яток;
- розробляє методичні засади наукового опису книжних джерел, колекцій, зібрань, бібліотек;
- очолює створення комплексних архівних та рукописних довідників нового покоління;
- є автором, укладачем та науковим редактором понад 250 наукових публікацій, присвячених історії бібліотечної справи в Україні, зокрема – історії НБУВ, історії розвитку академічної науки, біографічним дослідженням життя та діяльності вчених, котрі зробили внесок у розвиток архівної і бібліотечної справи, дослідженню рукописної спадщини;
- входить до складу Спілки архівістів України, Міжнародної асоціації україністів, Міжнародного товариства «Український історик», редакційно-видавничої ради Національної бібліотеки України імені В. І. Вернадського;
- є засновником та відповідальним редактором періодичного збірника наукових праць «Рукописна та книжкова спадщина України» (з 1993), заступником головного редактора журналу «Бібліотечний вісник» та часопису «Наукові праці НБУВ» [Архівовано 8 січня 2019 у Wayback Machine.], членом редколегій збірок «Студії з архівної справи та документознавства», «Український археографічний щорічник» тощо.

## Відзнаки
- Орден «За заслуги» III ступеня (2020)[3].
- Заслужений діяч науки і техніки України (2004).
- Премія НАН України ім. Миколи Костомарова (1996).
- Премія НАН України за найкращі історичні дослідження, присвячені вивченню подій німецько-радянської війни 1941–1945 (2005).
- Премія Державного комітету архівів України ім. Василя Веретеннікова (2000).

## Вибрана бібліографія
- Грецькі рукописи з фондів ЦНБ АН УРСР у Києві [грец., у співавт.]. Афіни, 1988. 23 с.

- История о Казанском царстве (Казанский летописец): Списки и классификация текстов. К., 1989. 192 с.
- Рукапісная кніга XVI ст. у фондах аддзела рукапісаў ЦНБ АН УССР // Спадчына Скарыны: Зб. мат. першых скарынаўскіх чытанняў (1986). Мінск, 1989. С. 216–222.

- Кодикографія української та східнослов’янської рукописної книги і кодикологічна модель структури формалізованого опису рукопису [у співавторстві]. К., 1992. 153 с.
- Кодикологія української рукописної книги. К., 1992. 262 с.

- Кодикологія української книги XV–XVIII ст.: об’єкт та проблеми археографічного опису // Слов’янська писемність і розвиток духовної культури: Збірник матеріалів. К., 1993.

- Історія Національної бібліотеки України імені В. І. Вернадського. 1918–1941 [у співавторстві]. К., 1995. 337 с.
- Рукописна книга як історико-культурне джерело та її джерелознавче вивчення // Історія українського середньовіччя: Козацька доба: Збірник наукових праць: У 2-х ч. Ч. 1. К., 1995. С. 152–161.

- Архівознавство: Підручник для студентів історичних факультетів вузів [у співавторстві]. К., 1998. 316 с.
- Видатні вчені Національної Академії наук України: Особові архівні та рукописні фонди академіків і членів-кореспондентів у Національній бібліотеці України ім. В. І. Вернадського (1918–1998): Путівник [Архівовано 29 грудня 2019 у Wayback Machine.] [у співавторстві]. К., 1998. 307 с.
- М. П. Василенко та В. І. Вернадський як фундатори Національної бібліотеки Української держави // Архівна та бібліотечна справа в Україні доби визвольних змагань (1917–1921 рр.). К., 1998. С. 185–198.
- Національна бібліотека України імені В. І. Вернадського в 1918–1998 рр.: основні етапи розвитку // Бібліотечний вісник. 1998. №5. С. 5–18.

- Гнат Житецький як засновник та перший керівник відділу рукописів Всенародної бібліотеки України (1918–1929) // Вісник Харківської державної академії культури. Вип. 1. Бібліотекознавство. Документознавство. Інформатика. 1999.  С. 111–119.
- Житецький Гнат Павлович // Українські архівісти: біобібліогр. довід. К., 1999. Вип. 1. XIX ст. 1930-ті рр. С. 140–143.
- Олена Апанович – історик, археограф, публіціст: Вступна стаття // Олена Михайлівна Апанович: Біобліографічний покажчик (До 80-річчя від дня народження і 55-річчя наукової діяльності). K., 1999.

- Кодикографія у системі кодикологічного аналізу рукописної книги: до змісту поняття // Спеціальні історичні дисципліни: питання теорії та методики: зб. наук. пр. та спогадів. Вип. 4, ч. 2. К., 2000. С. 307–322.
- Фонди бібліотеки Академії наук УРСР та її філій у кінці 1943 – на початку 1948 рр.: перерозподіл між бібліотеками, установами, приватними особами // Библиотечное дело и краеведение: Сборник научных трудов. Вып. 2. К. Симферополь, 2000. С. 27–40.

- Археографічний та кодикологічний опис Пересопницького Євангелія [у співавторстві з Л. А. Гнатенко] // Пересопницьке Євангеліє, 1556–1561: Дослідження. Транслітерований текст. Словопокажчик / НАН України, Нац. б-ка України ім. В. І. Вернадського, Ін-т укр. мови [та ін.]; [наук. ред. В. В. Німчук ; редкол.: О. С. Онищенко (голова) та ін.]. К., 2001. С. 74–104. ISBN 966-02-2138-Х.
- Бібліотеки Києва в період нацистської окупації (1941–1943) [у співавторстві] // Бібліотечний вісник. 2001. №3. С. 2–18.
- Звіти про діяльність Крайової бібліотеки Рейхскомісаріату України як джерело з історії бібліотек і долі бібліотечних фондів у період нацистської окупації Києва (1941–1943 рр.) // Спеціальні історичні дисципліни: питання теорії та методики: зб. наук. пр. та спогадів. № 6, ч. 2. К., 2001. С. 6–24.
- Фонд «Рейхскомісара України (1941–1944)» у ЦДАВО України: огляд документів з історії бібліотек періоду нацистської окупації Києва // Архівознавство. Археографія. Джерелознавство: Студії на пошану Руслана Пирога: Міжвідомчий збірник наукових праць. Вип. 4. К., 2001. С. 408–427.

- Доля бібліотеки Оссоленіум в історії України та Польщі у документах 1945–1946 рр.: повертаючись до питань спільної історико-культурної спадщини [у співавторстві] // Бібліотечний вісник. 2002. №2. С. 2–21.
- Особові архівні фонди Інституту рукопису: путівник. К., 2002. 766 с.

- Археографія [Архівовано 18 квітня 2016 у Wayback Machine.] [у співавторстві] // Енциклопедія історії України: У 10-ти тт. Т. 1. К., 2003. С. 131–132.
- Історія Національної бібліотеки України імені В. І. Вернадського. 1941–1964 [Архівовано 9 січня 2021 у Wayback Machine.] [у співавторстві]. К., 2003. 357 с.
- Нацистська політика щодо вивезення бібліотечних фондів з окупованих територій у 1941–1944 рр. і формування Східної бібліотеки і Центральної бібліотеки Вищої школи у Німеччині [у співавторстві] // Пам’ятки: Археографічний щорічник. Т. 4. К., 2003. Т. 4. С. 46–69.

- Архів Українського Вільного Університету в Мюнхені: попередній огляд фондів [Архівовано 28 листопада 2020 у Wayback Machine.] [у співавторстві] // Архіви України. 2004. № 4–6. С. 84–93.
- Бібліотеки Києва під час нацистської окупації України (1941–1944) // Анотований покажчик архівних документів. Документальна публікація архівних джерел [Укладач, у співавторстві]. К., 2004. С. 171–778.
- Дослідження з археографії та архівознавства в діяльності Інституту рукопису Національної бібліотеки України імені В. І. Вернадського (1992–2004 рр.) // Студії з архівної справи та документознавства. Т. 12. К., 2004. С. 65–73.
- Дослідження історії переміщення книжкової культурної спадщини України в період Другої світової війни [Архівовано 28 листопада 2020 у Wayback Machine.] [у співавторстві]  // Бібліотеки Києва під час нацистської окупації України (1941–1944). К., 2004. С. 36–58.
- Кодикологічні, кодикографічні, палеографічні та археографічні дослідження Інституту рукопису Національної бібліотеки України імені В. І. Вернадського: бібліографічний огляд 1988–2003 рр. [Архівовано 28 листопада 2020 у Wayback Machine.] // Спеціальні історичні дисципліни. Питання теорії та методики: У 2-х ч. – Ч. 2. – К., 2004. – С. 44–65.

- Бібліотечна справа в Україні наприкінці XIX – у 10-х роках XX ст.: стан і основні напрями дослідження [Архівовано 20 грудня 2020 у Wayback Machine.] [у співавторстві] // Бібліотечний вісник. 2005. №2. С. 3–13.
- Бібліотечна справа в Україні XX ст.: 1917–1931 рр. [Архівовано 28 листопада 2020 у Wayback Machine.] [у співавторстві] // Бібліотечний вісник. 2005. №3. С. 3–16.
- Бібліотечна справа в Україні у XX ст.: 30-і – 50-ті роки [Архівовано 28 листопада 2020 у Wayback Machine.] [у співавторстві] // Бібліотечний вісник. 2005. №4. С. 3–16.

- Історія Національної бібліотеки України імені В. І. Вернадського. 1965–1991 [у співавторстві]. К., 2008. 373 с.